# شیخ عالی (کوهرنگ)
شیخ عالی یا دره شیخ عالی روستایی است در شهرستان کوهرنگ، بخش بازفت، استان چهارمحال و بختیاری.